# Existenzrecht Israels
Das Existenzrecht Israels bezeichnet das Recht des Staates Israel auf Fortbestand innerhalb international anerkannter Grenzen und Schutz vor existenzbedrohenden Angriffen aller Art. Ein solches Recht besitzen nach dem Völkerrecht alle 193 von den Vereinten Nationen (UNO) als Völkerrechtssubjekte anerkannte Staaten. Nur zu diesem einen Staat entstand jedoch in den 1970er Jahren der feststehende Ausdruck „Existenzrecht Israels“, weil dieses von Beginn an besonders oft und nachhaltig in Frage gestellt wurde.
Rechtsgrundlage der Staatsgründung Israels durch die Israelische Unabhängigkeitserklärung von 1948 waren das Völkerbundsmandat für Palästina von 1920 und der UN-Teilungsplan für Palästina von 1947. Seit 1948 versuchten einige Nachbarstaaten mit mehreren Angriffskriegen, Israel zu zerstören. Seit dem Waffenstillstand von 1949 bildete die Grüne Linie faktisch Israels Außengrenze. Die Resolution 242 des UN-Sicherheitsrates von 1967 bestätigte Israels Recht, in sicheren, auszuhandelnden Grenzen zu leben. Einige arabische Staaten stimmten der Resolution zu und erkannten Israels Existenzrecht damit an. Bis 2020 erkannten 162 UN-Mitgliedsstaaten den Staat Israel an. Für diese Staatenmehrheit ist die Anerkennung Israels eine Bedingung für den Aufbau eines lebensfähigen Staates Palästina an Israels Seite und für dauerhaften Frieden in der Region.
Dagegen lehnen die meisten Organisationen der Palästinenser, die Staaten Syrien und Iran sowie Antizionisten und Antisemiten in aller Welt den Staat Israel weiterhin ab. Sie weisen die Forderung, sein Existenzrecht anzuerkennen, als Legitimation einer rechtswidrigen Besatzungs- und Annexionspolitik zurück und/oder verfolgen weiter das Ziel, Israel zu zerstören. Für die Antisemitismusforschung ist die Ablehnung des Existenz- und Selbstverteidigungsrechts Israels ein Kennzeichen von Antisemitismus.

## Grundlagen

### Staatssouveränität
Von einem Existenzrecht spricht kodifiziertes Völkerrecht analog zum grundlegenden Recht auf Leben seit dem 19. Jahrhundert meist in Bezug auf Nationen. Es beinhaltet dann ihre gemeinsame Sprache und Kultur. Sofern sie sich gemäß dem Selbstbestimmungsrecht der Völker in Nationalstaaten organisieren, bezieht sich der Begriff auf die staatliche Souveränität, die unter anderem ein abgegrenztes Staatsgebiet, eine gemeinsame Staatsangehörigkeit der Bürger und eine mit einem Gewaltmonopol ausgerüstete Staatsverwaltung voraussetzt und deren Selbstverteidigungsrecht beinhaltet.
Am 6. Januar 1916 beschloss das US-amerikanische Institut für Internationales Recht eine Prinzipienerklärung, die sich auf die Rechtsprechung britischer und US-amerikanischer Verfassungsgerichte stützte und im ersten Satz formulierte: „Every nation has the right to exist and to protect and to conserve its existence; but this right neither implies the right nor justifies the act of the state to protect itself or to conserve its existence by the commission of unlawful acts against others.“
Diese Prinzipien flossen 1919 in die Gründungsurkunde des Völkerbunds und 1945 in die Charta der Vereinten Nationen ein.

### Balfour-Deklaration (1917)
Im Herbst 1917 eroberten britische Truppen unter General Allenby weite Teile Palästinas. Im November desselben Jahres gab Großbritannien die Balfour-Deklaration ab, auf die Israels Staatsgründung zurückgeht. Darin sagte Außenminister Arthur Balfour dem britischen Vertreter der Zionistischen Weltorganisation (WZO) Lord Rothschild schriftlich zu, seine Regierung unterstütze die „Errichtung einer nationalen Heimstätte für das jüdische Volk in Palästina“. Dabei sollte „nichts geschehen, was die bürgerlichen und religiösen Rechte der bestehenden nicht-jüdischen Gemeinschaften in Palästina oder die Rechte und den politischen Status der Juden in anderen Ländern in Frage stellen könnte […].“
Ab 1915 hatte Großbritannien in der Hussein-McMahon-Korrespondenz auch den Arabern Hilfe bei ihrem Streben nach einem unabhängigen Staat zugesagt. Daraufhin begann Hussein ibn Ali, der Scherif von Mekka, im Juni 1916 die Arabische Revolte gegen das Osmanische Reich, die der britische Sonderbeauftragte T. E. Lawrence zum Sieg führte. Im geheim gehaltenen Sykes-Picot-Abkommen von 1916 vereinbarten Großbritannien und Frankreich jedoch, Palästina und Teile Syriens unter sich aufzuteilen. Das Abkommen war völkerrechtlich nicht bindend, bestimmte aber die Nahostpolitik beider Staaten nach dem Ersten Weltkrieg mit.

### Völkerbundsmandat für Palästina (1922)

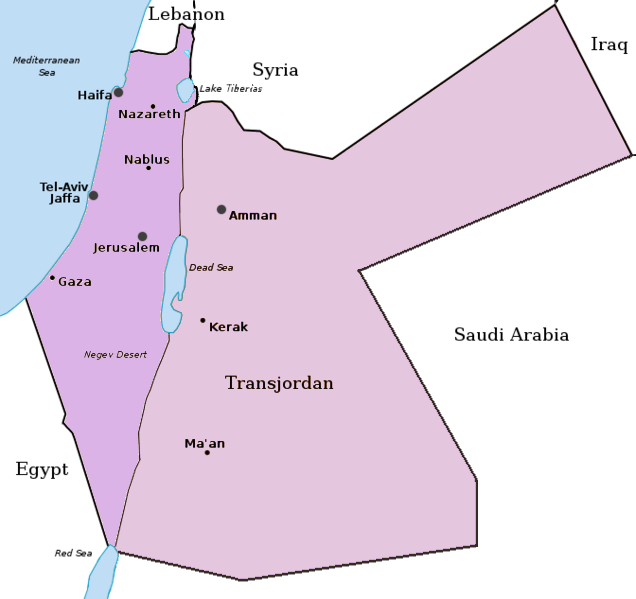
Das britische Mandatsgebiet nach 1923: im Westen Palästina, im Osten das Emirat Transjordanien

Auf der Konferenz von Sanremo einigten sich die Siegermächte des Ersten Weltkriegs im Frühjahr 1920 über die Aufteilung der ehemals zum Osmanischen Reich gehörenden Gebiete. Palästina und der Irak wurden dabei Großbritannien zugesprochen, das dort schon seit 1918 de facto die Regierungsgewalt ausübte. Offiziell übertrug der Völkerbund Großbritannien am 24. Juli 1922 das Mandat für Palästina und zitierte in der Präambel ausdrücklich die Balfour-Deklaration. Indem der Völkerbund diese ratifizierte, gab er ihr völkerrechtliche Verbindlichkeit. „In Anerkennung der historischen Verknüpfung des jüdischen Volkes mit Palästina“ sei Großbritannien nunmehr dafür verantwortlich, die Errichtung der jüdischen nationalen Heimstätte und die Entwicklung von Selbstverwaltungsinstitutionen zu sichern und dabei die bürgerlichen und religiösen Rechte aller Einwohner Palästinas, ohne Unterschied der Rasse und Religion, zu wahren.
Das britische Mandatsgebiet umfasste ursprünglich die heutigen Staaten Israel und Jordanien sowie den Gazastreifen, das Westjordanland und Teile der Golanhöhen. Bereits 1923 kam es zur administrativen Trennung zwischen dem westlich des Jordans gelegenen, eigentlichen Palästina mit der Hauptstadt Jerusalem und dem autonomen Emirat Transjordanien mit der Hauptstadt Amman im Osten.

West-Palästina nach dem UN-Teilungsplan von 1947

### UN-Resolution 181 (1947)
Nach Beginn des Arabischen Aufstands (1936–1939) empfahl die von der britischen Mandatsmacht eingesetzte Peel-Kommission 1937 Palästinas Teilung in einen jüdischen und einen arabischen Staat. Zur Lösung des jüdisch-arabischen Konflikts im britischen Mandatsgebiet Palästina schlug eine von der UNO ernannte Staatenkommission 1947 die Gründung zweier unabhängiger Staaten vor. Am 29. November 1947 nahm eine Zweidrittelmehrheit der Generalversammlung den UN-Teilungsplan für Palästina als Resolution 181 an.
Diese sah einen israelischen und einen arabischen Staat in Palästina sowie einen exterritorialen, von mehreren UN-Staaten verwalteten Bezirk um Jerusalem vor. Sie sprach von Israel als einem „jüdischen Staat“, erlaubte einen Hafen für „substantielle jüdische Einwanderung“ und legte Grenzen, Gründungszeitraum, Wahl des Bürgerrechtes und sonstige Übergangsmodalitäten für beide Staaten fest. Sie gilt daher als rechtsgültige Grundlage für beider Existenzrecht und Basis für noch ausstehende Friedensverträge. Obwohl das Israel zugewiesene Staatsgebiet zum Großteil aus unfruchtbaren Wüstengegenden bestand, nahezu dreigeteilt war und Jerusalem nicht umfasste, gab die WZO ihre bisherigen Anspruch auf das ganze Gebiet des Jischuw auf und stimmte dem Plan 1946 zu. Die arabischen Vertreter dagegen lehnten ihn ab und begannen schon Monate vor dem Beschluss mit bewaffneten Übergriffen auf jüdische Siedler.

### Staatsgründung Israels (1948)

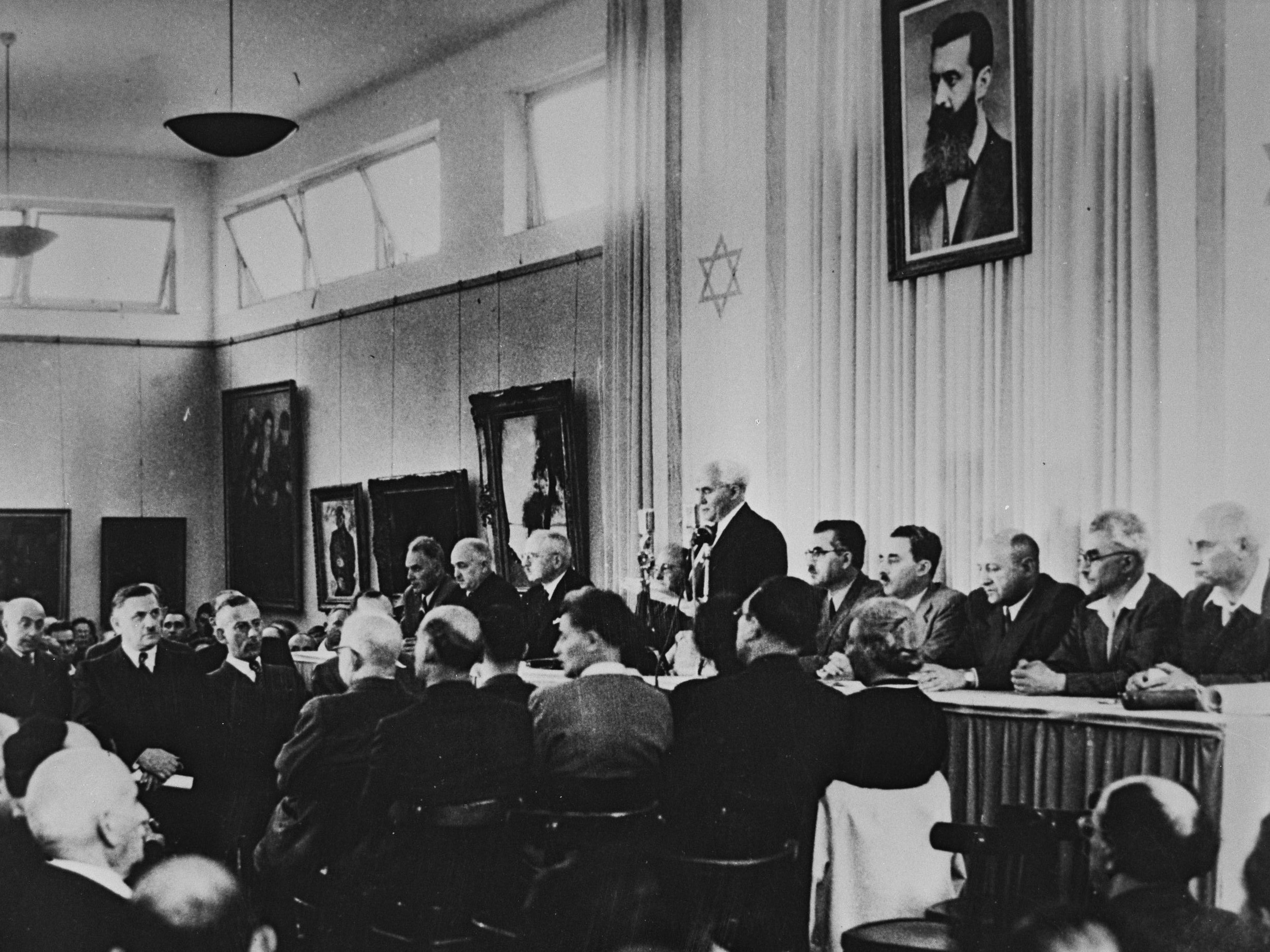
Unabhängigkeitserklärung vom 14. Mai 1948

Die israelische Unabhängigkeitserklärung vom 14. Mai 1948 begründet die Gründung des Staates Israel mit der Entstehung des jüdischen Volkes im Land Israel und seiner dort geformten nationalen und religiösen Identität, die der Menschheit zugutegekommen sei (Art. 1), der in Zerstreuung und Exil (hebr. galuth) durchgehaltenen Hoffnung der Juden auf Rückkehr und Wiederherstellung ihrer politischen Freiheit dort (Art. 2), der Einwanderung (Alija) von Juden in Palästina, die das besiedelte Land kultiviert und zivilisiert hätten (Art. 3), der 1897 gegründeten Nationalbewegung des Zionismus, die das Recht der Juden auf ihr eigenes Land proklamiert habe (Art. 4), der Anerkennung dieses Rechtes in der Balfourerklärung von 1917 und dem Völkerbundmandat von 1922 (Art. 5), dem Holocaust, der die Dringlichkeit einer Heimat für verfolgte Juden weltweit gezeigt habe, so dass der jüdische Staat ihnen offenstehe (Art. 6), der nach 1945 gegen alle Widerstände fortgesetzten Einwanderung von Holocaustüberlebenden und anderen Juden nach Israel, die ihr Recht auf ein Leben in Würde, Freiheit und Bodenanteil dort bekräftigt habe (Art. 7), der Beteiligung und Todesopfer von palästinischen Juden im Kampf der freien Völker gegen den Nationalsozialismus im Zweiten Weltkrieg, der ihr Recht auf Mitgliedschaft in den Vereinten Nationen begründe (Art. 8).
Die Festlegung der Staatsgrenzen nach dem UN-Teilungsplan, die Ben Gurions Textentwurf enthielt, lehnte der Nationalrat mehrheitlich ab. Die Erklärung verpflichtet Israel jedoch auf die UN-Charta, die Menschenrechte, Frieden, Ausgleich und Zusammenarbeit mit allen seinen Nachbarn. Dieser Staat soll zur dauerhaften Sicherheit jüdischer Minderheiten in anderen Staaten und der jüdischen Bevölkerung im Land beitragen. Das Existenzrecht beinhaltet demnach für Israel Demokratie und nationale Selbstbestimmung im Rahmen des Völkerrechts, verstanden als Wahrung der aus der jüdischen Geschichte hervorgegangenen jüdischen Identität.

## Nahostkonflikt

### Palästinakrieg
Unmittelbar nach der Unabhängigkeitserklärung eröffneten fünf arabische Staaten den Palästinakrieg gegen Israel mit dem Ziel, den neuen Staat zu zerstören. Die Vereinigten Staaten erkannten Israel de facto am 14. Mai 1948, die Sowjetunion de jure am 18. Mai 1948 an. Waffenlieferungen aus dem Ostblock waren ausschlaggebend für Israels Sieg über die arabischen Angreifer. Seit dem UN-Teilungsplan und während des Palästinakrieges flohen rund 700.000 arabische Palästinenser aus verschiedenen Gründen aus ihren Herkunftsorten oder wurden von dort vertrieben und enteignet (Nakba). In und nach dem Krieg wurden bis zu 900.000 Juden aus arabischen Staaten vertrieben und enteignet. Viele von ihnen kamen nach Israel und wurden dort gleichberechtigt aufgenommen.
Nach dem Ende der Kampfhandlungen nahm die UNO-Generalversammlung Israel am 11. März 1949 als 59. Mitgliedstaat auf (UN-Resolution 69). Bis dahin hatten die meisten westlichen Staaten Israel anerkannt oder taten dies nun, so die USA nun auch de jure und die Schweiz. Die arabischen und mehrheitlich islamischen Staaten verweigerten Israel die Anerkennung.

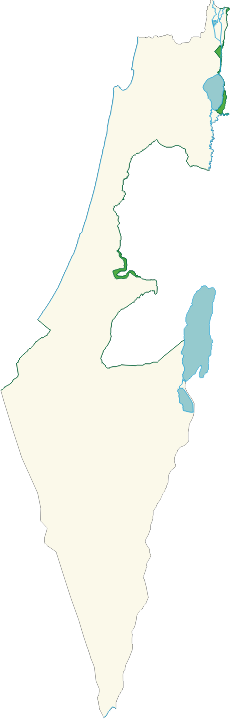
Verlauf der Grünen Linie von 1949

Die von der UNO vermittelten Waffenstillstandsabkommen von 1949 legten die „Grüne Linie“ als Grenze zwischen Israel und seinen Nachbarstaaten fest. Israel annektierte nach Abwehr der arabischen Angreifer 1949 die im Teilungsplan ursprünglich arabischen Gebiete des westlichen Galiläa, der Stadt Akkon und den nördlichen Negev und hinterlegte sie bei der UNO als neues israelisches Staatsgebiet. Ägypten besetzte den Gazastreifen, Jordanien das Westjordanland mit Ostjerusalem.

### UN-Resolution 242
Siehe auch: Israelische Friedensdiplomatie nach dem Sechstagekrieg
Im Sechstagekrieg 1967 besetzte Israel Jerusalem, das Westjordanland, die Sinai-Halbinsel und die militärstrategisch wichtigen, zu Syrien gehörigen Golanhöhen. Sie sollten nicht annektiert, sondern im Austausch gegen Friedensverträge („Land für Frieden“) an die Nachbarstaaten zurückgegeben werden. Nur Ostjerusalem schloss Israels Regierung von diesen Plänen aus. Vor jedem Dialog darüber beschloss die Arabische Liga jedoch am 1. September 1967 in Khartum drei kategorische „Neins“: kein Frieden mit Israel, keine Anerkennung Israels und keine Verhandlungen mit Israel. Dessen Außenminister Abba Eban erklärte dazu: Der Sechstagekrieg sei „der erste Krieg der Geschichte, der damit endet, dass die Sieger um Frieden werben, während die Besiegten bedingungslose Kapitulation fordern“.
Die Resolution 242 des UN-Sicherheitsrates vom November 1967 forderte Israels Rückzug aus im Krieg „besetzten Gebieten“, ohne diese zu bestimmen. Sie ließ absichtlich offen, wann, aus welchen Gebieten und auf welche Grenzen Israel sich zurückziehen solle. Einen Palästinenserstaat und ein Rückkehrrecht für Flüchtlinge nach Israel verlangte die Resolution nicht.

### Programm der PLO
Die Palästinensische Nationalcharta der PLO von 1964 erklärte ganz Palästina zum unteilbaren Heimatland der arabischen Palästinenser und zugleich zum untrennbaren Teil ganz Arabiens (Art. 1). Sie erhob Anspruch auf das gesamte ehemalige britische Mandatsgebiet (Art. 2) und betrachtete den Staat Israel als illegale Besatzungsmacht (Art. 4). Alle in Palästina vor 1947 geborenen Väter vererbten die palästinensische Identität allen ihren Nachkommen (Art. 5). Nur Juden, die vor der „zionistischen Invasion“ in Palästina wohnten, seien nach dessen Befreiung ebenfalls als Palästinenser anzusehen (Art. 6). Israel sei nur durch bewaffneten Volkskampf (Art. 9), bevorzugt mit Guerillamethoden (Art. 10), zu beseitigen. Dieser Kampf sei allen Nachkommen der vertriebenen Palästinenser durch ständige revolutionäre Erziehung als nationale Identität (Art. 7) und allen Arabern als nationale Pflicht nahezubringen. Ziel sei, „den Zionismus in Palästina auszutilgen“ (Art. 15). Es gebe keine historischen Bande zwischen Juden und Palästina (Art. 18). Der UN-Teilungsplan von 1947, Israels Staatsgründung (Art. 19) und die Balfour-Deklaration (Art. 20) seien „völlig illegal“. Diese Aussagen konnte nur eine Zweidrittelmehrheit des Palästinensischen Nationalrats ändern (Art. 33).
Am 23. November 1967, einen Tag nach der Verabschiedung der Resolution 242, lehnte die PLO diese als „grundlegend und gravierend unvereinbar mit dem arabischen Charakter Palästinas, dem Kern der palästinensischen Angelegenheit und dem Recht des palästinensischen Volkes auf seine Heimat“ ab. Sie kritisierte, dass die Resolution „die Hoffnungen der arabischen Nation enttäusche, ihre nationalen Bestrebungen ignoriere, die Existenz des palästinensischen Volkes übersehe und dessen Recht auf Selbstbestimmung missachte.“ Auf dem 12. PNC in Kairo am 8. Juni 1974 verabschiedete die PLO das Zehn-Punkte-Programm. Während sie ihre Ablehnung der UN-Resolution 242 bekräftigte, sollte die PLO sich in einem „Rahmen außerhalb der Resolution 242“ engagieren. Das Programm, ein Kompromiss mit den Ablehnenden, markierte das erste offizielle PLO-Dokument, das die Machbarkeit einer Zweistaatenlösung vorschlug.
Am 22. November 1974 bestätigte die UN-Resolution 3236 die unveräußerlichen Rechte des palästinensischen Volkes in Palästina, einschließlich des Rechts auf Selbstbestimmung sowie des Rechts auf nationale Unabhängigkeit und Souveränität. Zudem wurde die PLO als alleiniger legitimer Vertreter des palästinensischen Volkes anerkannt und erhielt den Beobachterstatus bei der UNO. 1975 versprach US-Außenminister Henry Kissinger Israel jedoch, dass die USA nicht mit der PLO verhandeln würden, solange diese Israels Existenzrecht Israels nicht anerkennen und die UN-Resolutionen 242 und 338 nicht akzeptieren würde.

### Annäherungsversuche
In den 1970er Jahren wandelte sich die Haltung einiger Gegner Israels allmählich. 1973 akzeptierten Ägypten und Syrien die Resolution 338 des UN-Sicherheitsrates und damit faktisch Israels Existenz. 1974 gestand Jassir Arafat vor der UNO allen jüdischen Israelis das Recht zu, in ihrer jetzigen Heimat zu leben. Syrien vereinbarte infolge des Jom-Kippur-Krieges am 31. Mai 1974 mit Israel eine gegenseitige Truppenentflechtung und verpflichtete sich zu späteren Friedensverhandlungen mit Israel. Da es sich in der Folge weigerte, Israel anzuerkennen, bevor dieses den Golan geräumt habe, kamen diese nicht zustande.
1975 bot König Chalid von Saudi-Arabien erstmals an, Israels Existenzrecht in den Grenzen von 1967 anzuerkennen, falls Israel einen palästinensischen Staat im Westjordanland akzeptiere. Der saudische Prinz Fahd wiederholte dieses Angebot 1981 auf dem Arabischen Gipfel in Fès, verlangte aber zusätzlich ein Rückkehrrecht für die Flüchtlinge oder deren finanzielle Entschädigung. Die arabischen Gipfelteilnehmer wiesen diesen Vorschlag zunächst zurück, übernahmen ihn aber 1982 und forderten zudem die Anerkennung der PLO-Führung durch Israel.
1979 erreichten Israel unter Menachem Begin und Ägypten unter Anwar as-Sadat eine bilaterale Einigung. Der israelisch-ägyptische Friedensvertrag legte Israels Grenzverlauf zu Ägypten völkerrechtlich fest, und Israel räumte die Sinai-Halbinsel. Diesen Teilfrieden lehnten die PLO und die übrigen Staaten der Arabischen Liga bis 1993 ab.

### Oslo-Prozess
Am 15. November 1988 proklamierte die PLO einen souveränen Palästinenserstaat unter ihrer Führung. Dabei berief sie sich auf die UN-Resolution 181 von 1947: Diese habe die internationalen Bedingungen für diesen Staat formuliert. Ende 1988 erkannte die PLO-Führung auch die UN-Resolution 242 an.
Im August 1993 näherten sich die PLO und Israel einander an. Beide Seiten führten zuerst Geheimgespräche und erkannten einander dann in einem Briefwechsel als legitime Verhandlungspartner an. In Jassir Arafats Brief vom 9. September 1993 erkannte die PLO das Recht Israels, in Frieden und Sicherheit zu existieren, und die UN-Resolutionen 242 und 338 an. Damit beendete sie die Kampfhandlungen offiziell und verpflichtete sich zu Verhandlungen mit dem Ziel eines dauerhaften Friedens in der Region. Dies ermöglichte ihre Unterzeichnung der Prinzipienerklärung über die vorübergehende Selbstverwaltung drei Tage darauf. Die PLO-Charta blieb jedoch unverändert.
Den Oslo-Verträgen folgte 1994 der israelisch-jordanische Friedensvertrag. Daraufhin nahmen fast alle schwarzafrikanischen Staaten, bis 1996 auch Marokko und Tunesien diplomatische Beziehungen mit Israel auf.
Die Volksfront zur Befreiung Palästinas (PFLP) und die Demokratische Front zur Befreiung Palästinas (DFLP) lehnen die Oslo-Abkommen von 1993 bis 1995 bis heute ab und verließen deshalb die PLO.

### Revision der PLO-Charta
Am 26. April 1996 beschloss der im Januar erstmals frei gewählte 21. Palästinensische Nationalrat in Gaza, das höchste legislative Organ der Palästinenser, alle Artikel aus der PLO-Charta zu streichen, die den im Oslo-Friedensprozess seit 1993 getroffenen Abkommen widersprachen. Ein Rechtsausschuss sollte die Charta überarbeiten und sie dem Zentralrat bei der nächsten Sitzung vorlegen. Die überarbeitete Fassung blieb jedoch unveröffentlicht. Am 10. Dezember 1998 stimmten 81 von 95 Abgeordneten des Palästinischen Zentralrats für eine geänderte Charta ohne jene Passagen, die seit 1964 Israels Existenzrecht bestritten und zu seiner Zerstörung aufgerufen hatten. Am 14. Dezember 1998 bestätigte eine große Mehrheit der rund 1000 Delegierten des Palästinensischen Nationalrats diese Änderungen.
Der dabei anwesende US-Präsident Bill Clinton betonte anschließend das demokratische Selbstbestimmungsrecht der Palästinenser, denen nun die Tür zum Frieden mit Israel offen stehe. Arafat dagegen verwies auf neue illegale jüdische Siedlungen, mit denen Premier Benjamin Netanjahu den Friedensprozess zu behindern versuche. Ziel bleibe ein unabhängiger Palästinastaat innerhalb der Grenzen von 1967 mit einer Hauptstadt Ostjerusalem. Netanjahu hatte Verhandlungen darüber jedoch bereits definitiv ausgeschlossen und den begonnenen Abzug israelischer Truppen aus dem Westjordanland gestoppt, da die PLO nach wie vor zur Vernichtung Israels aufrufe.

### Camp David II
Bei den Anschlussverhandlungen zwischen Israel und der PLO 2000 in Camp David bot Ehud Barak erstmals eine palästinensische Selbstverwaltung in Teilen Ostjerusalems an. Vor allem an der Frage, wer den Tempelberg verwalten solle, scheiterten diese Verhandlungen. Im Januar 2001 in Taba machte Barak, der damals bereits keine parlamentarische Mehrheit in der Knesset mehr besaß, der PLO noch weitergehende Angebote: u. a. eine vollständige palästinensische Verwaltung Ost-Jerusalems und Israels Verzicht auf militärische Kontrolle des Jordantals.
Verhandlungen Israels mit Syrien im März 2000 in den USA scheiterten ebenfalls knapp, weil Barak zwar den Golan räumen, aber einen schmalen Streifen mit Wasserquellen am Ostufer des Jordan behalten wollte.

### Zweite Intifada
Die im Jahr 2000 begonnene Zweite Intifada machte den in Oslo vereinbarten Lösungsweg unmöglich. Barak wurde abgewählt. Terroranschläge der zur Fatah gehörenden al-Aqsa-Brigaden und anderer Palästinensergruppen stellten die Anerkennung Israels seitens der PLO wieder in Frage. Israels Regierungen waren seither nicht zur Wiederaufnahme von Verhandlungen über eine endgültige Regelung der Streitfragen bereit. Als Reaktion brachen Tunesien und Marokko die politischen Beziehungen mit Israel wieder ab.

### Programm der Hamas
Die Hamas wurde 1988 als palästinensischer Ableger der Muslimbrüder und Konkurrenz zur verhandlungsbereiten PLO gegründet. Sie will den Staat Israel vollständig, bedingungslos und unbefristet zerstören. Ihre bis heute gültige Charta vom 18. August 1988 ruft alle Muslime zum ewigen gewaltsamen Dschihad gegen alle Juden auf. Der Islam werde Israel ebenso wie andere Länder der Ungläubigen auslöschen (Präambel). Der Zionismus sei wesensmäßig expansiv und wolle ganz Arabien, dann die Welt erobern, wie es die Protokolle der Weisen von Zion aufgedeckt hätten (Art. 2). Aus diesen entnimmt Art. 22 weitere verschwörungstheoretische Motive: Die Juden kontrollierten mit ihrem Reichtum weltweit die Medien, lenkten Revolutionen, bildeten überall Geheimorganisationen, um Gesellschaftssysteme zu zerstören, stünden hinter beiden Weltkriegen und seien Drahtzieher jedes Krieges auf der Welt.
Die Hamas erstrebe dagegen, „das Banner Allahs über jedem Zentimeter Palästinas zu entfalten“ (Art. 6). Erst wenn alle Muslime die Juden bekämpften und töteten, werde das jüngste Gericht kommen. Dieses werde die Vernichtung aller Juden vollenden (Art. 7). Palästina sei ewiger heiliger Besitz für alle kommenden Generationen der Muslime. Sie dürften weder auf einen Teil noch auf das Ganze jemals verzichten (Art. 11). Der Dschihad für seine Befreiung sei „angesichts des Raubes durch die Juden“ unvermeidlich (Art. 15) und für jeden Muslim an jedem Ort „die höchste persönliche Pflicht“. Internationale Diplomatie und Friedensinitiativen widersprächen dieser Pflicht, seien „reine Zeitverschwendung“ und machten nur Ungläubige zu Schlichtern in islamischen Ländern (Art. 13). Das Friedensabkommen Ägyptens mit Israel sei Hochverrat am Dschihad gegen den Welt-Zionismus. Die Hamas sei dessen Speerspitze und Vorhut, deren Kampf islamische Gruppen in der ganzen arabischen Welt nacheifern sollten (Art. 32).
Demgemäß forderte Hamas-Flugblatt Nr. 65 im Oktober 1990 zur wahllosen Ermordung von Juden auf: „Jeder Jude ist ein Siedler und es ist unsere Pflicht, ihn zu töten.“
Die Verbindung von Zitaten aus Koran und Hadith des El Buchari („Oh Muslim! Da ist ein Jude, der sich hinter mir versteckt; komm und töte ihn!“) mit verschwörungstheoretischen Motiven aus dem europäischen Antisemitismus geht auf Sayyid Qutb zurück.

### Wahl der Hamas und Einheitsregierung
Im Vorfeld der Wahlen zum palästinensischen Parlament 2006 erklärten im Ausland lebende Hamas-Vertreter, die Anleihen der Charta bei den „Protokollen der Weisen von Zion“ seien unsinnig und würden revidiert werden. Nach Umfragen der israelischen Zeitung The Jerusalem Post waren vielen Hamas-Aktivisten diese antisemitischen Passagen ihres Programms unbekannt oder wurden auf Israelis, nicht Juden allgemein bezogen gedeutet.
Dem Wahlprogramm vom Januar 2006 zufolge wollte die Hamas „die Besatzung eliminieren“, sprach aber nicht davon, Israel zu vernichten. Hamassprecher betonten, ersteres sei das Nahziel der nächsten vier Jahre, letzteres bleibe das Fernziel. Die Hamas habe nie erwogen, ihre Charta zu ändern oder zu berichtigen. Einige Kandidaten erklärten, die Hamas wolle als Zwischenlösung einen Palästinenserstaat in den 1967 von Israel besetzten Gebieten mit Jerusalem als Hauptstadt, den Abbau jüdischer Siedlungen, ein Rückkehrrecht der Flüchtlinge und ein Recht der Hamas, ihre Waffen zu behalten. Dies bedeute nicht, dass man das Ziel der Befreiung ganz Palästinas von israelischer Besatzung aufgebe. Während einige Hamaskandidaten jede Verhandlung mit Israel strikt ausschlossen, machten andere diese von ernsthaften israelischen Rückzugsangeboten abhängig. Dritte hielten Verhandlungen über Alltagsversorgung der Palästinenser etwa mit Wasser und Elektrizität für denkbar.
Nach ihrem Wahlsieg versuchte der amtierende Palästinenserpräsident Mahmud Abbas die Hamas auf eine indirekte Anerkennung Israels zu verpflichten, um einen Bürgerkrieg zu vermeiden und wieder internationale Finanzhilfen für seine Regierung zu bekommen. Im Juni 2006 erreichte er ein Abkommen zur 'nationalen Einheit', das westliche Medien als Durchbruch und Anerkennung Israels durch die Hamas deuteten. Hamassprecher stellten jedoch klar, dass sie einen palästinensischen Staat in den 1967 von Israel besetzten Gebieten nur als Zwischenschritt zur endgültigen Beseitigung Israels ansehen.
Das Programm der vorübergehenden Einheitsregierung der palästinensischen Autonomiebehörde (PA) vom März 2007 betonte das Widerstandsrecht der Palästinenser bis zur Beendigung der israelischen Besatzung palästinensischen Gebietes, ohne dieses zu definieren und ohne Israels Existenzrecht und die in Oslo vereinbarte Zwei-Staaten-Lösung zu erwähnen.

### Bürgerkrieg und Spaltung
Seit dem Kampf um Gaza Juni 2007 und der Spaltung zwischen von Hamas regiertem Gazastreifen und von der PLO regiertem Westjordanland besteht keine gemeinsame Palästinenserregierung mehr. Damit fehlt Israel ein Verhandlungspartner für Anschlussverträge, die die 1995 mit der PLO vereinbarte Zweistaatenlösung umsetzen könnten. Dies scheitert schon daran, dass die jetzige Hamasregierung in Gaza diese Verträge ebenso wenig anerkannt hat wie die Präsidentschaft von Mahmud Abbas.
Das Festhalten der Hamas am Ziel der Zerstörung Israels, ihr Anspruch auf Gesamtpalästina, ihre fortgesetzten Raketenanschläge und deren Wiederaufnahme nach Ablauf eines befristeten Waffenstillstands mit Israel haben im Dezember 2008 ein erneutes militärisches Eingreifen Israels begründet mit dem Ziel, Anschläge und Waffenschmuggel der Hamas zu unterbinden und ihre Infrastruktur zu schwächen. Verhandlungsmöglichkeiten, die an bereits erreichte Kompromisse und Vorschläge wie die Roadmap anknüpfen, sind damit in weite Ferne gerückt.

### Iran
Die Islamische Republik Iran hat seit der islamischen Revolution 1979 mehrmals das Existenzrecht des „zionistischen Regimes“ bestritten. Der Konflikt verschärfte sich erneut, als der iranische Staatspräsident Mahmud Ahmadinedschad am 2. November 2005 in Teheran öffentlich „eine Welt ohne Zionismus“ zum politischen Ziel erklärte:

„… wenn jemand […] dazu kommt, das zionistische Regime anzuerkennen – sollte er wissen, dass er im Feuer der islamischen Gemeinschaft verbrennen wird. […] Wer immer die Existenz dieses Regimes anerkennt, erkennt in Wirklichkeit die Niederlage der islamischen Welt an.“

Am 8. Mai 2008 bekräftigte der iranische Präsident seine Haltung: Das „zionistische Regime“ sei eine „stinkende Leiche“, die nicht wiederbelebt werden könne. Jeder, der an Feierlichkeiten zum 60. Jahrestag der Gründung Israels teilnehme, solle wissen, dass sein Name als zionistischer Verbrecher gelistet werde. Das zionistische Regime gehe seiner Auslöschung entgegen. Es sei als Marionette rempelnder Mächte für deren globale Arroganz gegründet worden. Jedes Land der Region, das das zionistische Regime unterstütze, werde im Feuer des Hasses der Völker verbrennen.
Iran und Syrien finanzieren und unterstützen auch die Hisbollah im Libanon, die Israel von dort aus mit Terroranschlägen bekämpft und zu zerstören anstrebt. Ihre Ideologie ist der schiitische Islamismus. Auch erhebliche Bevölkerungsteile muslimischer Staaten, die Israel anerkannt haben, lehnen seine Existenz weiterhin ab.

### Syrien
Syrien hat Israel nicht anerkannt, Präsident Baschar al-Assad stellte dies aber 2009 in Aussicht:

„Wenn die Israelis sich vom Golan zurückziehen, werden wir sie anerkennen. Erst kommt der Frieden, dann die Anerkennung, nicht umgekehrt.“

Israel hat bei den gescheiterten Verhandlungen mit Syrien im Jahr 2000 einen vollständigen Rückzug von den Golanhöhen in Aussicht gestellt. Heutige Regierungen Israels fühlen sich nicht an Baraks Vorschlag gebunden, sondern machen Verhandlungen davon abhängig, dass Syrien die Unterstützung von Terrororganisationen einstellt und Israels Existenzrecht anerkennt.

## Hauptstreitpunkte

### Grenzen
Israels Grenzen sind seit dem Palästinakrieg, der ohne Friedensabkommen endete, unklar. Die 2003 zur Abwehr von Terroranschlägen und zum Schutz jüdischer Siedlungen gebauten israelischen Sperranlagen verlaufen meist jenseits der 1949 vereinbarten grünen Linie auf westjordanischem Gebiet und trennen palästinensische Siedlungen voneinander. Die Palästinenser sehen darin eine weitere allmähliche Annexion durch Schaffen von unumkehrbaren Fakten.
Seit Februar 2006 schloss Israel noch verbliebene Grenzübergänge zum Jordantal, so dass etwa ein Drittel des Westjordanlands effektiv nur noch von Israelis bewirtschaftet werden kann.

### Rückkehrrecht für Flüchtlinge
Das Hilfswerk der Vereinten Nationen für Palästina-Flüchtlinge im Nahen Osten (UNRWA) definiert Palästinaflüchtlinge als „Menschen, deren normaler Wohnort Palästina zwischen Juni 1946 und Mai 1948 war, die sowohl ihre Häuser als auch ihre Mittel zum Lebensunterhalt als Folge des arabisch-israelischen Konflikts von 1948 verloren.“ Durch Beschluss der UN-Vollversammlung von 1982 wurde der Flüchtlingsstatus auch allen männlichen Nachkommen der ersten Flüchtlingsgeneration, einschließlich denen mit arabischer Staatsbürgerschaft, verliehen.
Mit den Nachkommen haben etwa fünf Millionen Palästinenser heute Anspruch auf UNRWA-Dienste.
Ihre Lager in Jordanien, Libanon und Syrien bestehen seit Jahrzehnten. Deren Bewohner wurden von diesen Staaten nicht integriert und blieben ökonomisch, rechtlich und sozial benachteiligt. Die Palästinenserorganisationen fordern für sie das Recht, in die verlorene Heimat zurückzukehren.
Israel lehnt deren Aufnahme ab, um seine Identität als mehrheitlich jüdischer und demokratischer Staat zu bewahren, der seinen 20 % arabischen Bürgern die gleichen Rechte zugesteht. Bei der Aufnahme von (2007) vier Millionen Palästinensern würden die ebenfalls knapp vier Millionen jüdischen Israelis zur Minderheit im eigenen Staat werden und ihr Selbstbestimmungsrecht verlieren, weil die nichtjüdische Mehrheit die Verfassung ändern und Israel als jüdischen Staat auflösen könnte.
Bezogen auf die ca. 900.000 jüdischen Vertriebenen aus arabischen Staaten hat Israel so gut wie nie versucht, mit dem Schicksal der jüdischen Flüchtlinge aus arabischen Ländern Politik zu machen oder gar ein Rückkehrrecht einzufordern.

### Jerusalem
Mit dem 1980 verabschiedeten Jerusalemgesetz annektierte Israel Ost-Jerusalem und erklärte Jerusalem zur „unteilbaren Hauptstadt“. Zudem besetzt es weiterhin ganz Jerusalem und sein Umland aus militärstrategischen Gründen und um dortige jüdische Siedlungen zu schützen. Die Palästinenser beanspruchen mindestens Ostjerusalem mit der al-Aqsa-Moschee als ihre Hauptstadt.

### Israelische Siedlungspolitik
Seit dem Sechstagekrieg errichteten jüdische Israelis 133 Siedlungen mit etwa 450.000 Bewohnern im Westjordanland. Aus israelischer Sicht sind diese Siedlungen legal, da Jordanien das Gebiet 1950 illegal annektiert hatte. Deshalb sei Israels Einmarsch 1967 keine Besetzung gewesen. Insbesondere für nationalreligiöse Juden sind die Siedlungen legitime Inbesitznahme, für manche Schritte auf dem Weg zu einem Großisrael. Oft kommt es zwischen ihnen und Palästinensern zu bewaffneten Zusammenstößen und Massakern.
Die Palästinenser und die meisten UN-Mitgliedsstaaten sehen in der Siedlungspolitik eine fortlaufende völkerrechtswidrige Landbesetzung und ein Unterlaufen ihrer seit 1947 zugesagten, in den Oslo-Abkommen vereinbarten Selbstverwaltung.

## Positionen nicht direkt Beteiligter

### Deutsche Regierungen und Parteien
Bereits für den ersten deutschen Bundeskanzler Konrad Adenauer lag die gesicherte Existenz Israels als eine Folge der deutschen Verantwortung für den Holocaust und als Teil der Wiedergutmachung im nationalen Interesse.
Die Bundesrepublik Deutschland erkannte den Staat Israel de facto 1952 mit dem Luxemburger Abkommen zur Entschädigung der Holocaustüberlebenden, de jure jedoch erst 1965 mit dem Austausch von Botschaftern an. Adenauer betonte 1953, dass „die Art, wie die Deutschen sich den Juden gegenüber verhalten werden, die Feuerprobe der deutschen Demokratie sein wird“. Er habe alles getan, um „eine Versöhnung herbeizuführen zwischen dem jüdischen Volk und dem deutschen Volk“. Dies begründete er nicht nur moralisch, sondern auch mit einer „Macht der Juden, auch heute noch, insbesondere in Amerika“.
Die DDR ignorierte Israels Entschädigungsansprüche, so dass beide Staaten einander nicht anerkannten. Auch die Bundesregierung vermied die Anerkennung weiterhin, da die arabischen Staaten für diesen Fall wegen der Hallstein-Doktrin von 1955 mit der Anerkennung der DDR drohten. Stattdessen lieferte sie seit der Sueskrise 1956 Waffen an Israel. Daraufhin wuchs dort die Bereitschaft zu offiziellen Beziehungen. Doch erst, als die Waffenhilfe 1964 bekannt wurde und Ägypten 1965 den DDR-Staatsratsvorsitzenden Walter Ulbricht empfing, war Bundeskanzler Ludwig Erhard zum Kurswechsel bereit. Am 12. Mai 1965 tauschte er mit Israels Ministerpräsident Levi Eschkol Noten aus. Mit Zustimmung der Knesset nahm die Bundesrepublik damit offiziell diplomatische Beziehungen zu Israel auf.
Jede Bundesregierung und alle im Deutschen Bundestag vertretenen Parteien betonen heute Israels Existenzrecht. Sie begründen dies stets mit der besonderen historischen und moralischen Verantwortung Deutschlands, die Überlebenden des Holocaust und ihre Nachfahren vor jedem weiteren Völkermord zu schützen. Israels Sicherheit sei deutsche Staatsräson.
Bundespräsident Richard von Weizsäcker bezeichnete 1985 den Völkermord an den Juden als „beispiellos“. Laut dem Grünen-Politiker Joschka Fischer beinhaltete von Weizsäckers Staatsverständnis daher „nicht NATO, sondern Auschwitz als Staatsräson“. Als Außenminister betonte Fischer am 11. Oktober 2001 im Bundestag, weil Deutschland Israels Existenzrecht sichern wolle, werde es weiterhin alles für einen Friedensprozess im Nahen Osten tun. Im Zusammenhang der deutschen Beteiligung am Antiterrorkrieg der USA erklärte Fischer am 12. Dezember 2001, Deutschland müsse die von islamistischen Terroristen angestrebte Zerstörung Israels „mit allen Mitteln“ verhindern. Zum 40. Jahrestag der Aufnahme diplomatischer Beziehungen mit Israel im April 2005 bekräftigte Fischer, Israels Existenzrecht gelte „uneingeschränkt und bedingungslos, es ist mit niemandem verhandelbar und bildet die Grundlage für das besondere Verhältnis unserer beiden Länder.“ Dieser „Grundpfeiler deutscher Außenpolitik“ werde bestehen bleiben.
Alle damaligen Bundestagsfraktionen erklärten am 13. Dezember 2005 einstimmig:

„Der Deutsche Bundestag unterstreicht erneut das Existenzrecht Israels. Israel muss in international anerkannten Grenzen frei von Angst, Terror und Gewalt leben können.“

Deshalb verurteile man „Äußerungen des iranischen Präsidenten Mahmud Ahmadinedschad, der sowohl das Existenzrecht Israels bestreitet als auch den Holocaust leugnet“. Dies sei weder mit den Normen der internationalen Gemeinschaft noch den historischen Erfahrungen des 20. und 21. Jahrhunderts vereinbar. Man begrüße, dass die Bundesregierung diesen Aussagen und entsprechender Politik entgegengetreten sei. Dies müsse sie künftig weiterhin tun.
Bundeskanzlerin Angela Merkel bekräftigte nach dem Wahlsieg der Hamas in den palästinensischen Autonomiegebieten im Januar 2006, die Anerkennung Israels sei eine „zwingende Voraussetzung“ für eine Fortsetzung der Zusammenarbeit der Europäischen Union mit der Palästinensischen Autonomiebehörde. Am 5. Mai 2006 betonte sie vor dem American Jewish Committee, Deutschlands Eintreten für Israels Existenzrecht sei eine „unverrückbare Konstante deutscher Außenpolitik“. Solange die Hamas dieses Recht nicht anerkenne und nicht „der Gewalt abschwöre“, werde man zu ihr keine Kontakte aufnehmen. Im September 2006 begründete sie die Entscheidung, Bundeswehrsoldaten vor der Küste des Libanons einzusetzen, mit der „besonderen Verantwortung Deutschlands für das Existenzrecht Israels“, die „Verantwortung für eine Friedenslösung in der gesamten Region“ einschließe. In ihrer Rede vor der Knesset am 14. Mai 2008 erklärte sie, Israels Existenzrecht zu schützen gehöre für Deutschland zur „Staatsräson“. Bundespräsident Joachim Gauck betonte bei seinem Staatsbesuch in Israel im Mai 2012 zwar, das Existenzrecht Israels sei für die deutsche Politik „bestimmend“, meinte aber auf Nachfrage, das Wort „Staatsräson“ könne die Bundeskanzlerin noch in „enorme Schwierigkeiten“ bringen.
Bundestagspräsident Norbert Lammert betonte 2008, das Existenzrecht Israels sei unverhandelbar. Seine Stellvertreterin Katrin Göring-Eckardt (Bündnis 90/Die Grünen) spitzte diese Position noch zu und erklärte: „Das Existenzrecht Israels ist unser eigenes.“
Gregor Gysi, Vorsitzender der Fraktion Die Linke, erklärte am 14. April 2008 in einem Vortrag: Um wieder in die Staatengemeinschaft aufgenommen zu werden, habe die Bundesrepublik ihre glaubwürdige Abkehr von nationalsozialistischem Gedankengut zeigen müssen und sich daher um ein gutes Verhältnis zum Staat Israel bemüht. Dessen Existenzsicherung habe aber nicht zum Gründungskonsens der Bundesrepublik gehört, sondern sei „eher notgedrungen“ unter den politischen Umständen des Kalten Krieges erfolgt. Dass immer noch so viel über Israels Existenzrecht diskutiert werde, sei angesichts seiner UN-Mitgliedschaft unverständlich. Es gehe dabei weniger um Völkerrecht als um unmittelbare politische Streitpunkte im Nahostkonflikt. Daraus ergebe sich für die Linke die Aufgabe einer „kritischen Solidarität“ mit Israel, die israelische Verstöße gegen das Völkerrecht nicht verschweige. Israel müsse eine Mitverantwortung für das palästinensische Flüchtlingsproblem anerkennen. Das Existenzrecht Israels anzuerkennen sei jedoch „eine notwendige Bedingung für das Zustandekommen einer stabilen Friedenslösung“.
Die Position der deutschen Bundesregierung ist, dass es normale, freundschaftliche Beziehungen zwischen Deutschland und Iran nur dann geben kann, wenn Iran das Existenzrecht Israels anerkennt.
Im Mai 2024 beschloss die CDU ein neues Grundsatzprogramm, in dem sie die Anerkennung des Existenzrechts Israels als Teil der deutschen Leitkultur bestimmte. Nur wer sich dazu bekenne, könne die deutsche Staatsangehörigkeit erhalten.

### Rechtsextremismus
Eine Konstante des Rechtsextremismus ist seit jeher der Antisemitismus. Aufbauend auf Verschwörungstheorien, die die Juden für verschiedene nationale und weltweite Missstände verantwortlich machen, bezeichnen rechtsextreme Gruppierungen und Parteien wie die deutsche NPD Israel immer wieder als einen Staat, der – zusammen mit den angeblich von Juden kontrollierten USA – die Welt versklaven wolle.
Da das Aufrufen zur Vernichtung eines Staates oder einer Volksgruppe in Europa verboten ist, versuchen Rechtsextremisten dies zu implizieren. Mit Fragen wie „Wer stoppt Israel?“ veröffentlichten 2006 mehrere rechtsextreme Parteien und Gruppierungen Pamphlete und Schriften, die Israel (und den USA) vorwarfen, der „Aggressor Nr.1“ zu sein und eine systematische Ausrottung arabischer Bevölkerung zu betreiben. Gleichzeitig betrachten sie sich als Opfer einer angeblich „jüdisch bedingten, medialen Meinungsdiktatur“. „Kritik an Israel“ sei in Deutschland „unter Strafe verboten“.
Die „Kritik“ der NPD an Israel besteht in der Regel aus diffamierenden Phrasen: So wurde der damalige NPD-Bundesvorsitzende Udo Voigt im Juli 2006 wegen Volksverhetzung festgenommen, nachdem er auf einer Anti-Israel-Demo gemeinsam mit etwa 50 Neo-Nazis Israel – Internationale Völkermordzentrale skandiert hatte.

### Linksgerichteter Antizionismus
Nach Lars Rensmann wurde das Existenzrecht Israels von 1967 bis Ende der 1980er Jahre „vor allem von Vertretern der radikalen Linken bestritten“. Die „Infragestellung des israelischen Staates“, „Antizionismus“ und die kategoriale Ablehnung und Negativbesetzung des Begriffs „Zionismus“ als „Rassismus“, „Imperialismus“ [und] „Faschismus“ seien in der Neuen und extremen Linken „weitgehend hegemonial“ gewesen und eine kritische Reflexion dieser Standpunkte erst ab den 1980er Jahren erfolgt.
Viele Anhänger linker Gruppierungen verstehen sich als Antizionisten. In Reaktion auf Antisemitismus-Vorwürfe betonen sie häufig die Unterscheidung von Judenfeindlichkeit und Israelfeindlichkeit. Kritisiert wird das Streben des Zionismus nach einem Nationalstaat unter Nichtberücksichtigung der arabischen Bevölkerung, die auf dem Gebiet des neuen Staates lebt oder gelebt hat. Daher stellen sie Israels Existenzrecht häufig in Relation zum „Völkerrecht der Palästinenser“.
Manche Antizionisten ordnen den Befreiungskampf der Palästinenser in ihr Weltbild vom Kampf des Proletariats gegen den „herrschenden Kapitalismus“ ein. Viele linke wie rechte Antizionisten sehen Israel als Außenposten der USA und als Hauptaggressor im Nahost-Konflikt.
Manche in Deutschland behördlich als Linksextremisten eingestufte Gruppen begründen ihre Ablehnung Israels mit einem Selbstbestimmungsrecht der Palästinenser, dem sie den Vorrang gegenüber dem Staat Israel zubilligen, und auf antizionistische oder antiimperialistische Positionen.

### Israelische und jüdische Israelkritiker
Einige ultraorthodoxe Juden, auch solche, die in Israel leben, lehnen den Staat Israel ab, da ein jüdischer Staat erst nach der Ankunft des Messias und der Wiedererrichtung des Tempels entstehen könne und dürfe. Sie sehen im politischen Zionismus eine Gefahr für das angeblich „wahre Judentum“. Diese Ablehnung begann bereits mit der Gründung der Zionistischen Weltorganisation.
Der israelische Autor Uri Avnery stellte 2007 die Behauptung auf, dass Israels Forderung, sein Existenzrecht anzuerkennen, nur ein Vorwand sei, um mit der Palästinenserregierung keine ehrlichen Friedensverhandlungen aufzunehmen und die internationale Staatengemeinschaft davon abzubringen, sie als legitime Verhandlungspartner anzuerkennen. Bisher hätten Israels Regierungen die Vereinbarung von Oslo nicht erfüllt, nach der Israel seine Grenzen bis spätestens 1999 endgültig festlegen sollte. Sie hätten nicht einmal Verhandlungen darüber aufgenommen, sondern sich darauf verlassen, dass die Araber ihre sonstigen Verhandlungsangebote als unannehmbar ablehnen würden. Die Forderung der USA und EU an die Hamas, Israels Existenzrecht anzuerkennen, Terroranschläge zu beenden und die Verträge Israels mit der PLO zu erfüllen, seien einseitig, da Israel seine Grenzen noch nicht definiert habe und seinerseits das Existenzrecht eines palästinensischen Staates nicht anerkennen müsse. Die Hamas dagegen habe einem Palästinenserstaat in den Grenzen vor 1967 neben Israel zugestimmt und sich von vornherein bereit erklärt, diesen Kompromiss durch eine Volksabstimmung unter den Palästinensern bestätigen zu lassen. Tatsächlich bestreitet die bis heute gültige Gründungscharta der Hamas das Existenzrecht Israels völlig unabhängig von seinen Grenzen, nimmt wiederholt Bezug auf die antisemitische Hetzschrift Protokolle der Weisen von Zion und deklariert das Töten von Juden – nicht nur von jüdischen Bürgern Israels oder Zionisten – zur unbedingten Pflicht eines jeden Muslims.

### Evangelische Kirchen
Die christlichen Kirchen und Konfessionen haben ihr Verhältnis zum Judentum und damit zum Staat Israel seit 1948 neu bestimmt. Viele von ihnen haben die Staatsgründung auch unter theologischen Gesichtspunkten reflektiert und seit etwa 1970 Erklärungen dazu abgegeben.
Der Ökumenische Rat der Kirchen erklärte bei seiner Gründung in Amsterdam 1948, der Staat Israel berühre „das religiöse Leben der Welt im Innersten“. Auch abgesehen vom Recht aller in Palästina lebenden Gruppen auf friedliches Zusammenleben hätten die Kirchen „die strenge Pflicht, für eine Ordnung in Palästina zu beten und zu arbeiten, die so gerecht ist, wie das inmitten unserer menschlichen Unordnung nur sein kann“.
Viele lutherische Kirchen nahmen erst spät und ambivalent zum Staat Israel Stellung. Der deutsche lutherische Missionstheologe Gerhard Jasper erklärte 1953: Da Jesus Christus die Landverheißung an Abraham in einem geistigen, nicht materiellen Sinn erfüllt habe, dürften Christen in Israels Staatsgründung kein Zeichen der Treue Gottes sehen. Vielmehr sei dieser Staat ebenso Zeichen des Abfalls von Gott wie Kriege und Kriegsgerüchte. Nur die Kirche sei das „wahre Israel“, ihre Angehörigen seien „von der irdischen Heimat Israel frei geworden“. Daher müssten Christen die Juden fragen, „ob vielleicht der Staat Israel eine neue große Versuchung für Israel ist, an Gott vorbeizugehen“. Weder Assimilation noch Zionismus seien Lösungen für sie, sondern nur ihre Bekehrung:

„Die Juden kommen nicht zur Ruhe, wenn sie nach dem Heiligen Lande auswandern, sondern indem sie zu Ihm kommen.“

Der Lutherische Weltbund (LWB) befasste sich zwar 1964 erstmals mit seinem Verhältnis zum „jüdischen Volk“, erwähnte den Staat Israel aber mit keinem Wort. 1982 erklärte er das Abwägen christlicher Einstellungen zum Staat Israel zur Zukunftsaufgabe, wobei er dessen politisches Existenzrecht stillschweigend voraussetzte.
Die Niederländisch-reformierte Kirche bejahte am 16. Juni 1970 als erste europäische Kirche Israels Existenz vorbehaltlos. Sie kommentierte die Gewaltumstände der Staatsgründung:

„Aber das jüdische Volk ist von Anfang an nicht besser gewesen als die anderen Völker.“

Der Rat der EKD erklärte am 24. Mai 1975 in seiner ersten, acht Jahre vorbereiteten Studie „Christen und Juden“:

„Die Rückkehr vieler Juden in ihr Land geschah nicht nur unter dem Druck einer feindseligen Umwelt, sondern war zugleich Verwirklichung der über die Jahrtausende hin durchgehaltenen Sehnsucht nach Zion. […] Dies ist auch für Christen von Bedeutung. Sie haben nach allem Unrecht, das Juden – besonders durch Deutsche – angetan worden ist, die Verpflichtung, den völkerrechtlichen gültigen Beschluss der Vereinten Nationen von 1947 anzuerkennen und zu unterstützen, der den Juden ein gesichertes Leben in einem eigenen Staat ermöglichen soll. Zugleich haben Christen sich aber auch nachdrücklich für einen sachgemäßen Ausgleich zwischen den berechtigten Ansprüchen beider, der palästinensischen Araber und der Juden, einzusetzen.“

Der Evangelische Kirchenbund der Schweiz zeigte im Mai 1977 die Uneinigkeit seiner Mitglieder in Bezug auf Israel. Manche Christen sähen in diesem Staat die Erfüllung biblischer Verheißungen, andere nur einen problematischen politischen Akt:

„Wie so oft in der Weltgeschichte ist bei diesem politischen Werden eines neuen Staates das Glück der einen zum Unglück der anderen geworden. Neben der Sorge um das jüdische Volk bedrückt uns die Sorge um die palästinensischen Araber innerhalb und außerhalb Israels.“

Die Evangelische Kirche im Rheinland bejahte als erste deutsche evangelische Landeskirche 1980 Israel als „Zeichen der Treue Gottes gegenüber seinem Volk“, das bleibend zum Volk Gottes erwählt worden sei. Dem folgten eine Reihe ähnlicher Landeskirchenbeschlüsse und der Reformierte Bund im September 1984. Israels Staatsgründung habe Gottes Treue zur biblischen Landverheißung und Erwählung Israels (siehe etwa Genesis 15,18  und Jeremia 31,10 ) bestätigt:

„Weil wir als Christen in einem besonderen Zusammenhang mit dem jüdischen Volk stehen, müssen wir – eingedenk unserer Schuld – für das Leben dieses Volkes eintreten. […] Wir widersprechen allen antijüdischen Bestrebungen, die das Lebensrecht Israels problematisieren.“

Das vierzigjährige Bestehen Israels am 14. Mai 1988 nahmen viele evangelische Kirchen zum Anlass für positive Stellungnahmen. Die Evangelische Landeskirche in Baden erklärte am Folgetag mit Hinweis auf den fortbestehenden, auch interreligiös gefärbten Nahostkonflikt:

„Als Christen haben wir eine Mitverantwortung für Israel. […] Die Lösung dieser Konflikte ist nur unter der Voraussetzung der Anerkennung des Rechtes auf staatliche Existenz Israels denkbar.“

Die Episkopalkirche (Anglikaner) in den USA bekräftigte im Juli 1988 ihre Aussage von 1979 über Israels Recht, als freier Staat in sicheren Grenzen zu leben.
1998 waren positive Erklärungen seltener. Die Evangelisch-Lutherische Kirche in Bayern betonte:

„Christen unterstützen das Bestreben des jüdischen Volkes nach einer gesicherten Existenz in einem eigenen Staat. Zugleich sorgen sie sich um eine Friedenslösung im Nahen Osten, die die Rechte auch der Palästinenser und insbesondere der Christen unter ihnen einschließt und Frieden, Gerechtigkeit und Sicherheit für alle dort lebenden Menschen gewährleistet. […] Deshalb müssen wir verstärkt darüber nachdenken, wie Gerechtigkeit heute in der Region zu verwirklichen ist, ohne dass die gebotene Solidarität gegenüber den jüdischen Menschen vernachlässigt wird.“

Dieses Nachdenken leistete der Rat der EKD am 14. März 2000 mit seiner dritten Studie „Christen und Juden“. Er benannte als evangelischen Konsens – nicht nur von Gliedkirchen der EKD, sondern auch Freikirchen – in Deutschland:
- die kompromisslose Absage an den Antisemitismus
- das Eingeständnis christlicher Mitverantwortung und Schuld am Holocaust
- die Erkenntnis der unlösbaren Verbindung von Christen mit dem Judentum
- die Anerkennung der bleibenden Erwählung Israels
- die Bejahung des Staates Israel.

Dieser fordere Christen zum Nachdenken über ihr Verhältnis zum jüdischen Volk heraus. Erstmals seit fast zweitausend Jahren könnten jüdische Gesprächspartner Christen dort als sichere Mehrheit gegenübertreten und unbefangener ihre Positionen vertreten. Andererseits blockiere der politische Streit Israels mit seinen arabischen Nachbarn oft den Trialog zwischen den drei abrahamitischen Religionen Judentum, Christentum, Islam. Für arabische Christen und Muslime, die sich mit dem Anspruch der Palästinenser auf das Land solidarisierten, seien Israels Existenz und Politik „das größte Hindernis auf dem Weg zu einer theologischen Neuorientierung im Blick auf das Judentum“.

### Römisch-Katholische Kirche
Papst Pius X. hatte Theodor Herzl 1904 empfangen und dessen Bitte nach einem Land Israel für die in Europa verfolgten Juden abgeschlagen. Bei jüdischer Besiedelung Palästinas werde der Vatikan die dortige Judenmission verstärken, da die Juden Jesus Christus nicht anerkannt hätten. Einen Staat Israel lehnte er auch politisch ab. Demgemäß versuchte der Vatikan, die Übernahme der Balfourerklärung in das Palästinamandat des Völkerbunds zu verhindern. Er betonte das Recht der arabischen Palästinenser auf ganz Palästina, ohne sich aber diplomatisch dafür einzusetzen.
Der Vatikan blieb nach 1945 bei der Ablehnung des politischen Zionismus und stimmte dem UN-Teilungsplan von 1947 nur wegen der darin vorgesehenen internationalen Kontrolle Jerusalems zu. Offiziell blieb er neutral und betonte die Rechte von Juden, Christen und Arabern im Heiligen Land gleichermaßen, ohne bestimmte politische Konfliktlösungen zu favorisieren. Die Erklärung Nostra aetate von 1965, die das Judentum erstmals als besondere Religion und Wurzel der Kirche anerkannte, enthielt keine Aussage zum Staat Israel. Vatikanerklärungen sprachen weiterhin vom „Heiligen Land“ und vermieden den Staatsnamen Israel. Eine Audienz Golda Meirs bei Paul VI. 1973 brachte keine Annäherung. 1977 kritisierte der Vatikan Israels Siedlungspolitik in den 1967 besetzten Gebieten und betonte das Selbstbestimmungsrecht der Palästinenser als eigener Nation. Papst Johannes Paul II. begrüßte 1979 den israelisch-ägyptischen Teilfrieden, ohne die Palästinenserrechte zu erwähnen. Das Jerusalemgesetz Israels von 1980 lehnte er strikt ab, betonte bei einem Treffen mit Jitzchak Schamir 1982, Israel müsse die Palästinenser in Friedensverhandlungen einbeziehen, und empfing PLO-Chef Arafat nach Israels Einmarsch in den Südlibanon 1982 zu einer Privataudienz. Damit erreichten die Beziehungen des Vatikans zu Israel einen Tiefpunkt.
Die Bischöfe Brasiliens verurteilten 1983 alle Formen des Antisemitismus und folgerten: „Wir müssen das Recht der Juden auf eine ruhige politische Existenz in dem Land ihres Ursprungs anerkennen, ohne dass daraus Ungerechtigkeit oder Gewalt gegenüber anderen Völkern entstehen dürfen. Für das jüdische Volk ist dieses Recht mit der Existenz des Staates Israel Realität geworden.“
Das Apostolische Schreiben Redemptionis Anno von Johannes Paul II. erwähnte 1984 erstmals den Staat Israel und bat für die Israelis um „die gewünschte Sicherheit und gerechte Ruhe“, die jedem Volk zustehe. Am 30. Dezember 1993 schloss der Vatikan mit Israel einen Grundlagenvertrag zur Aufnahme diplomatischer Beziehungen; 1994 wurden daraufhin Botschafter ausgetauscht. Rom und Jerusalem unterstrichen die „einzigartige Natur“ der Beziehungen zwischen katholischer Kirche und jüdischem Volk und verpflichteten sich zur Anerkennung der Religions- und Gewissensfreiheit, zum Kampf gegen Antisemitismus und zur Unterstützung friedlicher Lösungen staatlicher Konflikte.
Die Erklärung Dabru Emet vom 11. September 2000 betonte: „Für Juden stellt die Wiederherstellung des Staates Israel im gelobten Land das bedeutendste Ereignis seit dem Holocaust dar. […] Viele Christen unterstützen den Staat Israel aus weit tiefer liegenden Gründen als nur solchen politischer Natur. Als Juden begrüßen wir diese Unterstützung.“